# Upplands runinskrifter 575
Upplands runinskrifter 575, längst ned till höger på bilden, är två vikingatida runstensfragment av ljusröd sandsten i Estuna kyrka, Estuna socken och Norrtälje kommun. Runstensfragment A är 0,54 gånger 0,37 meter och fragment B är 0,25 gånger 0,35 meter stort.
De båda fragmentet hittades 1929. De ristades troligen av samme runristare som U 574 och har också troligen tillhört samma runsten. Möjligen har också U 576, som förvaras i sakristian tillsammans med U 574 och U 575, hört till samma runsten.

## Inskriften
Translitterering av runraden:
... ...rauþur : sain : auk : ... ...noar · at · ... ...-(t)ar : uini(u)... ...y-...
Normalisering till runsvenska:
... [b]roður sinn(?) ok ... ... at ... ... Viniu[t] ...
Översättning till nusvenska:
... broder sin och ... efter ... Vinjut ...